# Burin (gravure)
Pour les articles homonymes, voir Burin (homonymie).
Pour un article plus général, voir gravure.

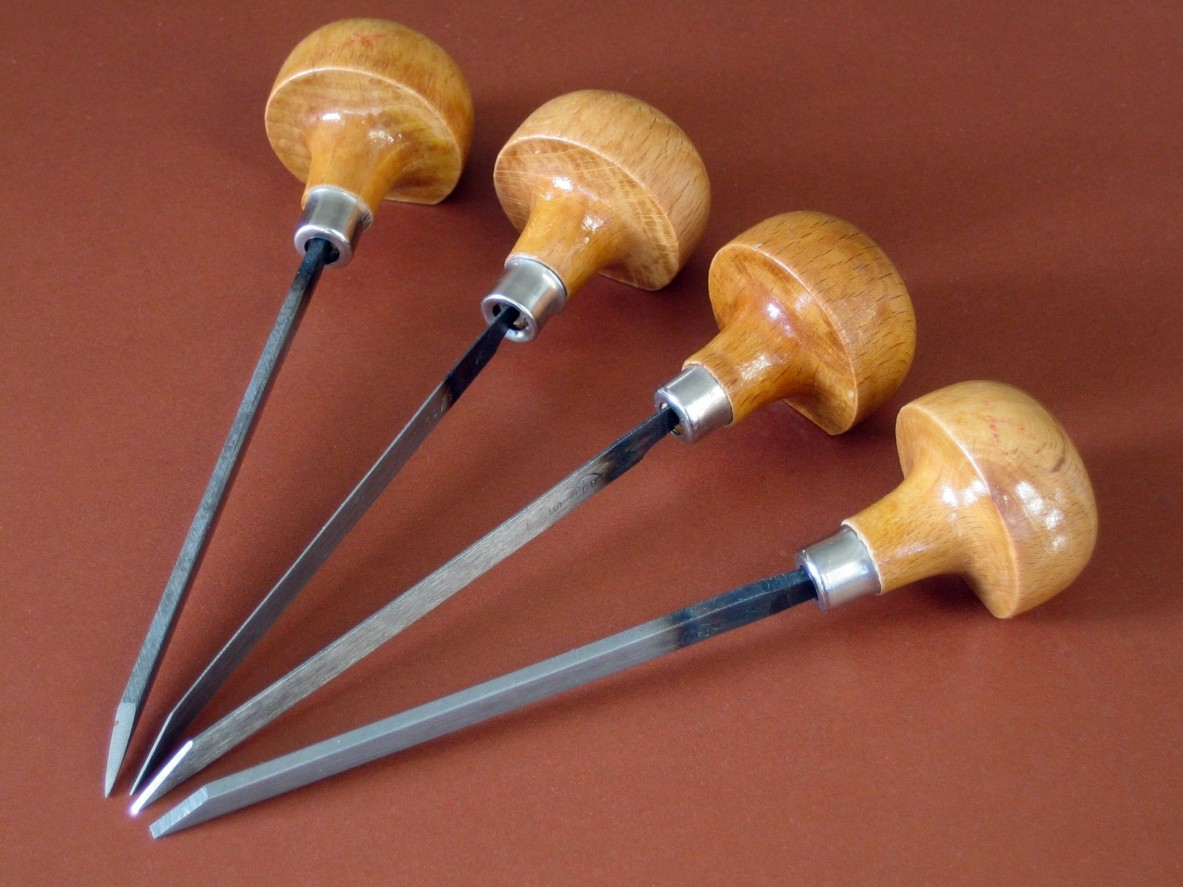
Burins avec différentes lames

Le burin est l’un des principaux outils utilisés en taille-douce pour réaliser des gravures à la ligne. Ce terme désigne également la plaque gravée au burin ainsi que les impressions qui en sont tirées. « Le mode d'impression propre à cette technique se nomme “impression en taille-douce”, cette dernière n'étant pas uniquement celle de la gravure au burin, mais s'appliquant à l'ensemble de l'impression de la gravure en creux. Notons cependant que pour certains puristes, qui veulent en conserver le premier sens, la taille-douce est uniquement la gravure au burin. » Le burin sert aussi dans la gravure sur bois de bout — qui est cependant une technique de taille d'épargne et non de taille-douce.

## Description

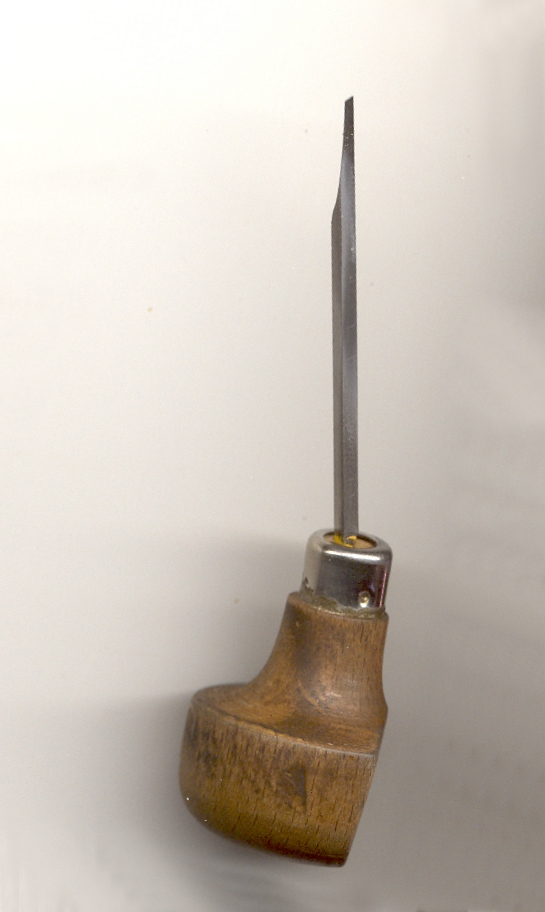
Burin vu de profil, avec son champignon sectionné.

En gravure, le burin est une tige de section carrée, rectangulaire ou losange, en acier trempé,qui chauffée au rouge est inseré dans un manche en bois que l'on nomme champignon. « Quel que soit le modèle, le champignon est sectionné de telle sorte que la lame du burin fasse un angle très faible, d'environ 5°, avec la surface de la plaque lorsque le burin est posé sur le méplat du champignon. » L’extrémité du burin est sectionnée en oblique jusqu'à former  une  pointe soigneusement affûtée sur la section oblique afin  de creuser un sillon dans une plaque de métal ou de bois.
Le sillon s'appelle une taille et sa principale caractéristique est d'être nette et sans rebord, soit très fine, soit très profonde. Il existe différents types de taille : à section triangulaire, arrondie, ou dentelée, celle-ci permettant de tracer des sillons parallèles. Les burins les plus utilisés sont les carrés ; ceux à lames en losange permettent des tailles plus étroites et plus profondes et ne servent que pour les traits droits car ils tournent mal. La grosseur des lames est indiquée par un numéro ; il en existe une douzaine. Le graveur a aussi à sa disposition des échoppes, reconnaissables au fait que l'une des sections est plate. On trouve des échoppes à ventre rond, ou triangulaire, à section ovale (appelées « onglettes »), à section creuse (ou « langue de chat »), et des échoppes rayées (appelées « vélo »).

## Historique

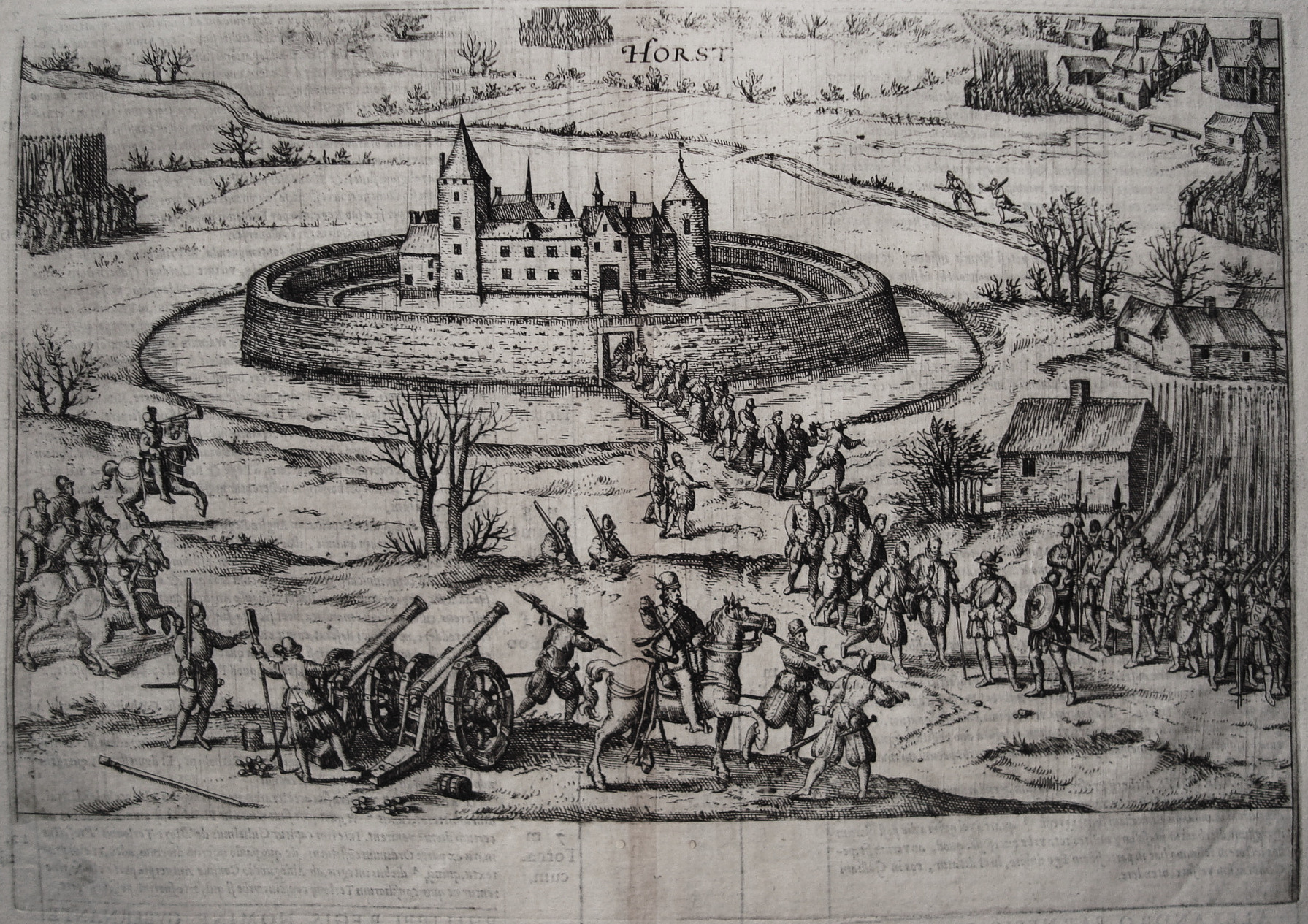
Le siège du château de Horst, gravure au burin de Frans Hogenberg (1590).

Il semble que les outils de la gravure au burin soient ceux que les orfèvres utilisaient. Au XIe siècle, le moine Théophile les mentionnait déjà. 
Vasari, en 1550, confirme le lien entre orfèvre et graveur au burin. « Les spécialistes inclinent à penser que la taille-douce serait née vers 1430, dans le nord de l'Europe, entre l'Allemagne et les Pays-Bas. » La gravure sur cuivre souffre d'un handicap par rapport à la gravure sur bois : cette dernière pouvait être imprimée en même temps que le texte à condition que le bois et les caractères respectent le pied du roi (c'est-à-dire 23 cm de hauteur). Or, la gravure sur cuivre nécessitait deux opérations et deux presses.
Le premier livre illustré de gravures au burin est imprimé à Bruges en 1476. En 1477, un ouvrage est édité à Florence avec des gravures sur cuivre exécutées par Baccio Baldini.

## Exécution

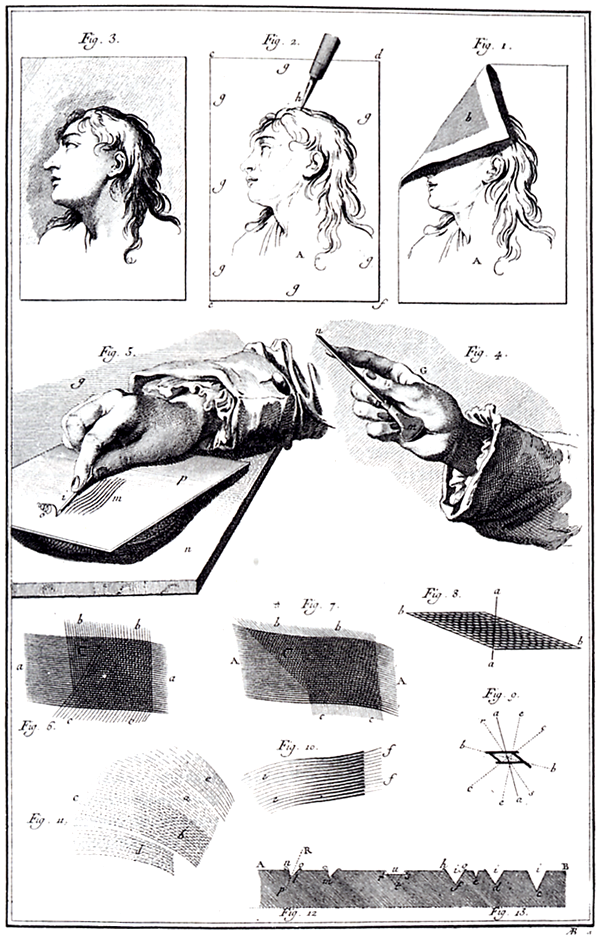
Planche extraite de lEncyclopédie ou Dictionnaire raisonné des sciences, des arts et des métiers. Figure 4 : manière de tenir le burin. Figure 5 : la même main dans l'action de graver.

Plus que toute autre technique de gravure, le burin nécessite espace et lumière : 
- de l'espace, car l'outil doit rester dans la même position. C'est la plaque qui tourne et à cet effet, elle sera posée soit sur un coussin, soit sur une planchette en bois.
- la lumière doit être tamisée à l'aide d'un « écran transparent, constitué par un châssis en bois tendu de papier calque. Ce châssis est placé en biais […] de manière à uniformiser et blanchir le jour qui tombe sur la table de travail[1], afin que la taille apparaisse comme plus sombre. »

Les outils utilisés sont l'ébarboir, le brunissoir, la loupe et le ou les burins. 
L'ébarboir doit être correctement affûté pour qu'il n'y ait aucune trace sur la plaque au moment où le graveur enlève les barbes laissées par la taille.
On peut graver au burin sur différents métaux. Le zinc sera choisi pour sa mollesse, l'acier pour sa dureté, le cuivre réunit toutes les qualités, fermeté, souplesse, précision, résistance et bonne réaction à l'encrage.
Le geste du buriniste permet de changer la forme de la terminaison des sillons, en carré ou en pointe.
Autrefois, le buriniste établissait un tracé préparatoire soit avec un papier gélatine transparent, soit grâce à l'eau-forte des graveurs.
La gravure s'effectuait en plusieurs étapes : tout d'abord, les lignes principales avec accentuation des tracés opposés à la lumière et ensuite la mise en place des valeurs. C'est ce qu'on appelle, depuis le XVIIe siècle, le « beau métier », la « belle taille » ou le « burin rangé ». Des familles de graveurs comme les Drevet, les Tardieu, les Cochin, ont porté cette technique à son summum.
Dans ce contexte, les tailles devaient rester parallèles : les noirs étaient obtenus par engraissement du trait, ou par contre-tailles (croisement de traits). Les petits traits et les pointillés permettaient d'obtenir des demi-teintes. Enfin, le copeau dégagé par le burin devait être proportionnel à la grosseur de la lame.
Corriger n'est pas une mince affaire : si la taille est fine, le graveur se contente du brunissoir. En cas de trait plus profond, le travail doit être mené avec un ébarboir. Dans le cas d'une taille trop importante, il faut utiliser le compas courbe et le marteau. Le compas courbe ou compas de correction est « constitué de deux branches recourbées à leurs bouts et qui peuvent être allongées ; les deux becs sont souvent taillés différemment, l'un en biseau qui vient s'appuyer sur l'endroit à corriger, l'autre en pointe pour piquer au dos de la plaque l'endroit correspondant à repousser ». La plaque posée sur le « tas d'acier » (petite enclume) sera tamponnée avec le marteau à repousser.

## Impression
Avant l'encrage de la plaque, il est nécessaire d'humidifier le papier : celui-ci doit être suffisamment souple pour pénétrer dans les traits les plus fins.
L'encre, naturellement consistante, est préparée sur le marbre d'encrage avec quelques gouttes d'huile. La plaque est légèrement chauffée et l'encrage se fait au tampon : ainsi, on fait pénétrer l'encre dans chaque taille. L'essuyage est la partie délicate : les blancs doivent être impeccables et les contrastes nets. Dans un premier temps, une boule de tarlatane permet d'enlever le plus gros de l'encre superflue : la structure du tissu évite de pénétrer dans les tailles. En même temps le mouvement du centre vers les bords permet « d'égaliser la charge d'encre ». L'opération se répète avec deux autres boules de tarlatane.
À ce stade, il reste encore des traces d'encre. Pour affiner le travail d'essuyage, on prend des feuilles de bottin (papier fin et peu absorbant) que l'on passe délicatement avec la paume à la surface de la plaque. On termine cet essuyage avec la paume de la main légèrement frottée dans du blanc de Meudon, ou du blanc d'Espagne ; « c'est le paumage qui réclame une certaine habitude ; on doit sentir, en effet, par une sensation de la peau, que la paume accroche bien le métal ». Pour compléter l'opération, on essuie les tranches au chiffon propre afin d'avoir un pourtour (ou « cuvette ») impeccable.
On obtient ainsi une épreuve dite « nature », « c'est-à-dire dont les noirs et les blancs correspondent exactement aux tailles et aux absences de taille de la plaque ». L'épreuve est dite « retroussée » lorsqu'en fin d'opération on passe un chiffon de gaze ; « passé très légèrement, ce passage de chiffon de gaze fait remonter l'encre des tailles et la fait légèrement déborder, afin qu'elle rende le trait plus velouté ; de plus, ils n'essuient pas toujours leur cuivre jusqu'au blanc, celui-ci conservant un léger voile auquel ils attribuent un certain charme ».
Il ne reste plus qu'à déposer la plaque sur la presse. « Sous la pression, la plaque s'enfonce dans le papier tendre, formant par ce “foulage”, une cuvette caractéristique de toutes les impressions en taille-douce. Les traits, lorsqu'on soulève le papier avec précaution, sont nets et précis ; ils ressortent légèrement en relief, les plus importants étant sensibles au passage du doigt. »
L'épreuve devra sécher une douzaine d'heures, protégée par un « papier serpente » ou papier de soie.